# VizieR
VizieR Catalogue Service — электронная база данных астрономических объектов, принадлежащая Центру астрономических данных в Страсбурге.
Появление базы данных датируется 1995 годом; она была интегрирована в другие, уже существовавшие к тому времени электронные сервисы (такие как SIMBAD и др.) с целью предоставить доступ к информации об астрономических объектах научным сообществам по всему миру. В июне 1997 года был обновлён интерфейс каталога, основанный на протоколе ASU, распространённом в некоторых астрономических институтах. На протяжении следующих нескольких лет система прошла несколько апгрейдов, были созданы несколько зеркал в разных уголках земного шара, в том числе и в Москве.
Поиск информации в базе данных возможен по разным параметрам: как по собственному имени объекта, так и по обозначениям всех крупных астрономических каталогов и даже по его собственным координатам. Существует также возможность инсталлировать отдельный плагин поиска VizieR в некоторые браузеры.